# Provveditore (Repubblica di Venezia)
Nella Repubblica di Venezia il titolo di provveditore era attribuito a numerosi magistrati incaricati dai vari consigli nei quali era articolato il governo dello stato di "provvedere" su specifiche materie o al governo delle province, dette reggimenti, o di intere regioni (come i provveditori generali del Friuli, della Morea, della Dalmazia ecc.).

## Caratteristiche dei Provveditori
I provveditori venivano nominati per un periodo di tempo determinato; alcuni operavano come organi monocratici, altri, invece, costituivano dei collegi. In certi casi del collegio facevano parte altresì uno o più sopraprovveditori (ad esempio, alla Sanità e alle Legna e Boschi) che potevano anche avere competenze di appello nei confronti delle decisioni dei provveditori.
Il titolo di provveditore generale della Dalmazia fu mantenuto dal 1808, dopo l'annessione della stessa al Regno d'Italia napoleonico, fino al 1809, quando entrò a far parte delle Province Illiriche.

### Elenco di Provveditori nella Repubblica di Venezia
Un grandissimo numero di funzionari patrizi portava il titolo di Provveditore:
- Provveditori all'Armar: responsabili dell'allestimento e mantenimento delle galee e della registrazione degli equipaggi.
- Provveditori all'Arsenal: responsabili dell'Arsenale di Venezia.
- Provveditori alle Artiglierie: responsabili della fornitura e mantenimento dell'artiglieria e della polvere da sparo.
- Provveditori alle Beccherie: in numero di due dal 1545 e dal 1678 coadiuvati da un provveditore aggiunto, responsabili dell'approvvigionamento di carne della città di Venezia.
- Provveditori ai Beni Inculti: in numero di tre, dal 1556 responsabili di tutte le opere necessarie al ripristino delle terre non produttive.
- Provveditori al Bosco del Montello: in numero di tre, dal 1587 responsabili della conservazione dell'importante patrimonio boschivo del Montello.
- Provveditori al Bosco di Montona o Deputati al Bosco di Montona: in numero di due, dal 1628 responsabili della conservazione dell'importante patrimonio boschivo di Montona.
- Provveditori di Comun: in numero di tre, dal 1277 responsabili del mantenimento di selciati e ponti nella città di Venezia e di tutte le opere necessarie al buon funzionamento del commercio in città.
- Provveditori alle Fortezze o Magistrato alle Fortezze.
- Provveditori alla Legna e ai Boschi o Magistrato alla Legna e ai Boschi.
- Provveditori ai Monti in Zecca: in numero di tre, dal 1517 alla fine dello stesso secolo responsabili dei tre depositi di valori di privati (Monte Vecchio, Monte Nuovo e Monte Novissimo) conservati presso la Zecca di Stato.
- Provveditori alle Pompe: in numero di tre, più due Sopraprovvesitori, dal 1514 responsabili della sorveglianza sull'applicazione delle leggi suntuarie.
- Provveditori al Sal o Salinieri del Mare: in numero di quattro, responsabili del monopolio di stato sulla produzione e commercio del sale.
- Provveditori sopra l'Adige: in numero di tre, dal 1586 responsabili della navigazione sull'Adige.
- Provveditori sopra Banchi:  in numero di tre, dal 1524 responsabili della sorveglianza sull'attività dei banchi di prestito privati.[1]
- Provveditori sopra i Beni Comunali: in numero di tre, dal 1564 responsabili dei beni di proprietà dei comuni.
- Provveditori sopra Camere:  in numero di tre, responsabili delle camere dei Domini di Terraferma, cioè degli enti di esazione fiscale.
- Provveditori sopra Conti o Magistrato sopra conti: in numero di tre, dal 1474 responsabili della revisione dei libri dei governatori delle entrate e in seguito del controllo contabile all'armamento e approvvigionamento della flotta militare.[2]
- Provveditori sopra Denari: in numero di tre, dal 1571 responsabili della sorveglianza sulle disponibilità monetarie dello Stato.
- Provveditori sopra Dazii: in numero di tre, dal 1500 responsabili dell'esazione dei dazi.
- Provveditori sopra Feudi: in numero di tre dal 1587, poi cinque dal 1616, responsabili di tutte le questioni inerenti all'investitura o reinvestitura dei feudi.
- Provveditori sopra la Giustizia Vecchia: in numero di due, dal 1565 responsabili delle appellazioni relative alla magistratura della Giustizia Vecchia, cioè relative alle contraffazioni.
- Provveditori sopra Monasteri, parte del Magistrato ai Monasteri
- Provveditori sopra Officii: in numero di tre, dal 1481 responsabili di reprimere gli sprechi nella pubblica amministrazione e di rivedere i conti.
- Provveditori sopra Olii: in numero di tre, dal 1531 responsabili della sorveglianza sui prezzi e sull'approvvigionamento degli oli in città.
- Provveditori sopra Ori e Argenti: in numero di due dal 1551, poi tre dal 1582, scelti tra i Dieci e responsabili della sorveglianza sulla qualità dell'oro e delle monete.
- Provveditori sopra Ori in Zecca: dal 1629 responsabili dei depositi privati di preziosi presso la Zecca.
- Provveditori sopra Ospitali e Luoghi Pii, parte del Magistrato agli Ospitali
- Provveditori sopra la Sanità o Magistrato alla Sanità: in numero di tre dal 1485, poi cinque dal 1536, con l'introduzione di due Sopraprovveditori, responsabili della salute pubblica.
- Provveditori sopra la Zecca: in numero di tre, dal 1552 responsabili dell'amministrazione della Zecca.

Nelle amministrazioni sull'attività dei provveditori e a vagliare in seconda istanza le loro azioni erano i magistrati detti Sopraprovveditori:
- Sopraprovveditori all'Arsenal.
- Sopraprovveditori alla Legna e ai Boschi.
- Sopraprovveditori sopra la Sanità.

Nell'amministrazione del territorio si ricorreva similmente alla nomina di Provveditori Generali, incaricati di sovrintendere a un intero settore dei domini veneziani, organizzati localmente in Reggimenti:
- Provveditore Generale da Mar: responsabile generale delle province dello Stato da Màr, del denaro necessario al mantenimento della flotta e vice-comandante della stessa (nonché sostituto ad interim del comandante, il Capitano generale da Mar in caso di sua morte), durava in carica tre anni e risiedeva a Corfù.
- Provveditore Generale del Friuli o Luogotenente: responsabile generale delle province della Patria del Friuli, risiedeva a Udine.
- Provveditore Generale della Morea: responsabile generale delle province della Morea.
- Provveditore Generale di Dalmazia: responsabile generale delle province della Dalmazia, risiedeva a Zara.
- Provveditore Generale di Terraferma: responsabile generale delle province dei Domini di Terraferma, istituito nel 1796, risiedeva a Brescia.